# محوطه چگردک ۱
محوطه چگردک ۱ مربوط به هزاره سوم قبل از میلاد - مفرغ است و در شهرستان ایرانشهر، بخش دلگان، دهستان جلگه چاه هاشم، ۱۰ کم شمال شرق روستای چگردک واقع شده و این اثر در تاریخ ۲۷ اسفند ۱۳۸۶ با شمارهٔ ثبت ۲۲۷۰۸ به‌عنوان یکی از آثار ملی ایران به ثبت رسیده است.